# Tokhtamych Giray
Tokhtamych ou Toqtamış Giray  (né vers 1589, tué en 1608) est un éphémère khan de Crimée qui règne en 1607-1608.

## Origine
Toqtamış Giray est le fils aîné de Ghazi II Giray. Son père avait obtenu la promesse du sultan Mourad III que le trône de Crimée resterait dans sa famille et que sa succession serait dévolue à son fils ainé Toqtamiş, qu'il avait désigné comme qalgha.

## Règne
À la mort de Ghazi II Giray, conformément à cet accord, Toqtamiş Giray est proclamé khan et son frère Safer Giray qalgha par la noblesse tatare qui envoie une délégation à Istanbul afin d'obtenir la confirmation de son élévation.
Malheureusement, le sultan Mourad était décédé depuis 1595 et la Sublime Porte et son second successeur, le sultan Ahmet Ier, ne se considèrent pas liés par cette promesse. Toqtamış décide alors d'aller dans la capitale ottomane en personne pour défendre sa cause.
Au même moment, son oncle Sélamet Ier Giray, dernier fils de Devlet Ier, qui était un favori du Capitan pacha Hafiz Ahmed Pacha, obtient sa nomination comme khan de Crimée. Il décide de rejoindre son domaine par mer pendant qu'il y envoie son frère et qalgha Mehmed par la voie terrestre. Toqtamiş retourne en hâte en Crimée afin de défendre ses droits mais il est vaincu et tué avec son frère Safer lors du combat de Mehmet Aksu en 1608.